# Arnold Schuler

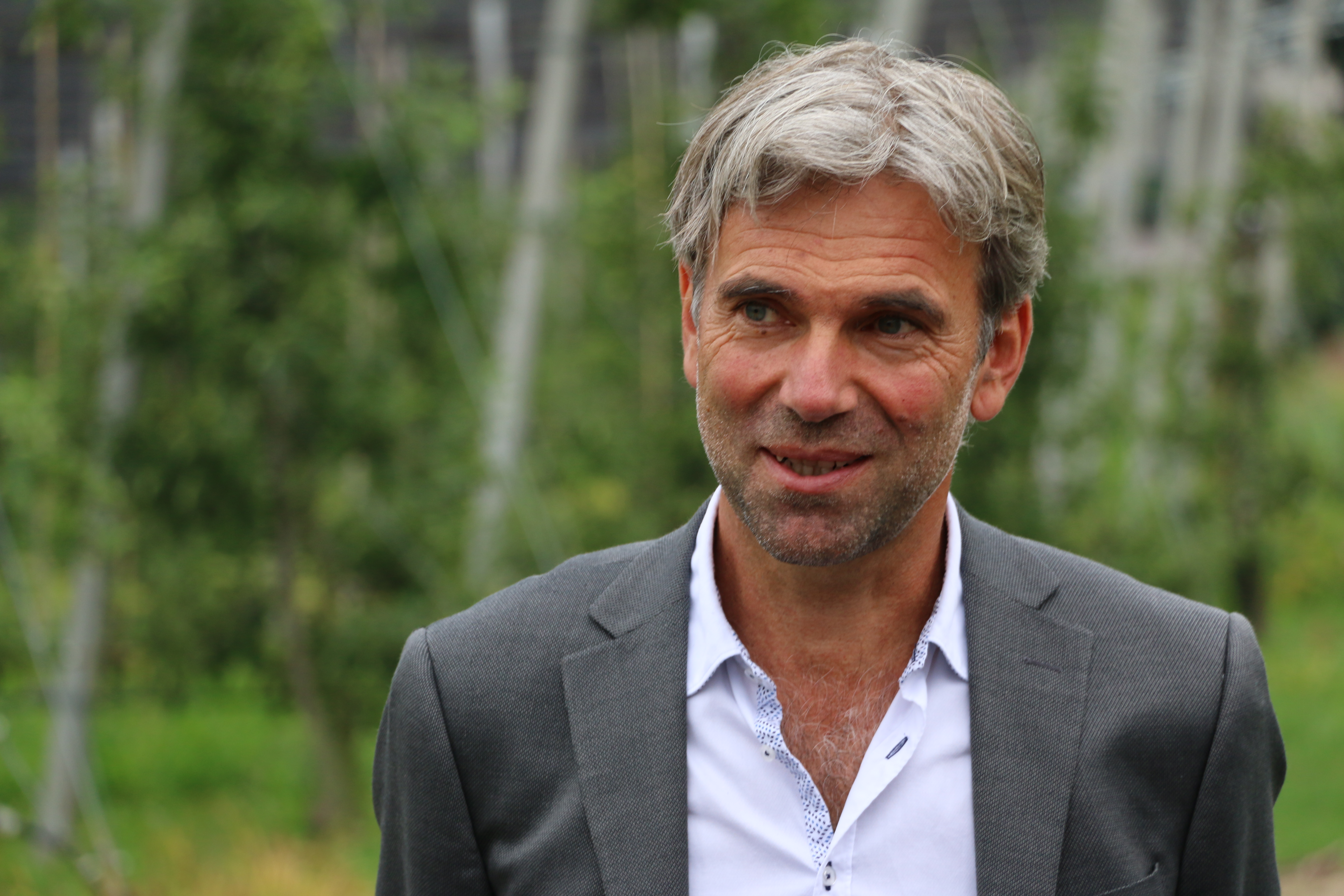
Arnold Schuler (2013)

Arnold Schuler (* 19. August 1962 in Meran) ist ein Südtiroler Politiker der SVP.

## Biographie
Schuler, der in seinem Heimatdorf einen Bauernhof bewirtschaftet, konnte im Jahr 1982 in den Gemeindeausschuss von Plaus einziehen, bereits 1985 wurde er Bürgermeister. 2005 wurde er zum Präsidenten des Südtiroler Gemeindenverbandes gewählt. Im Jahr 2008 konnte Schuler auf der Liste der SVP mit 17.222 Vorzugsstimmen ein Mandat für den Landtag und damit gleichzeitig den Regionalrat Trentino-Südtirol erringen.
Im Juni 2012 beschloss die SVP im Rahmen einer Regierungsumbildung Anfang 2013 Schuler als Nachfolger von Hans Berger zum Landesrat zu wählen. Nachdem er aber im ersten Wahlgang am 23. Jänner 2013 überraschend nicht die notwendige Mehrheit erhalten hatte, verzichtete Schuler trotz des erfolgreichen zweiten Wahlgangs auf den Eintritt in die Südtiroler Landesregierung.
Bei den Landtagswahlen 2013 konnte Schuler hinter Spitzenkandidat Arno Kompatscher mit 31.319 die zweitmeisten Vorzugsstimmen auf sich vereinen und erneut in den Landtag einziehen. In der Folge wurde er in die Landesregierung gewählt und im Kabinett Kompatscher I mit den Ressorts Land- und Forstwirtschaft, Zivilschutz und Gemeinden betraut.
Im Rahmen der Landtagswahlen 2018 errang Schuler mit 19.799 Vorzugsstimmen ein drittes Mal ein Mandat. Im Kabinett Kompatscher II übernahm er anschließend die Ressorts Land- und Forstwirtschaft, Tourismus und Zivilschutz und fungierte bis zum 18. August 2020, als er diese Funktion aufgrund eines Ansuchens um staatliche Corona-Hilfsgelder zurücklegen musste, auch als erster Landeshauptmannstellvertreter.
Bei den Landtagswahlen 2023 gelang Schuler mit 8.340 Vorzugsstimmen die Wiederwahl. Am 1. Februar 2024 wurde er zum Landtagspräsidenten gewählt.